# Pentagon (zespół muzyczny)
Pentagon (hangul: 펜타곤, również zapisywane jako PENTAGON lub PTG) – południowokoreański boysband k-popowy utworzony przez wytwórnię Cube Entertainment. Zespół został złożony poprzez południowokoreański reality show Pentagon Maker, debiutując tym samym z dziesięcioma członkami: Jinho, Hui, Hongseok, E'Dawn, Shinwon, Yeo One, Yan An, Yuto, Kino oraz Wooseok. Debiutancki minialbum Pentagon ukazał się 10 października 2016 roku. Nazwa ich oficjalnego fanklubu to Universe.

## Historia

### Przed debiutem:Pentagon Maker
26 kwietnia 2016 roku Cube Entertainment zapowiedziało boysband Pentagon w zwiastunie „Come into the World”, po pierwszym wspomnieniu o planie utworzenia nowej grupy męskiej w grudniu 2015 roku.
O ostatecznym składzie Pentagonu zadecydował program rozrywkowy, Pentagon Maker, który został wyemitowany w internecie za pośrednictwem cyfrowej sieci partnerskiej Mnetu – M2. Pod koniec programu Jinho, Hui, Hongseok, Yeo One, Yuto, Kino oraz Wooseok zostali zatwierdzeni jako oficjalni członkowie grupy.
9 lipca Pentagon wydali piosenki „Young” (wyprodukowane przez Dok2) i „Find Me” (wyprodukowany przez Tiger JK). Teledysk do utworu „Young” z udziałem Hui, Yeo One, Kino, Wooseok i Yuto miał swoją premierę 7 lipca 2016 roku.
Początkowo debiutancki koncert grupy miał odbyć się 23 lipca 2016 roku na Jamsil Indoor Stadium, ale Cube Entertainment opóźniło koncert i debiut zespołu w związku z problemami wewnętrznymi.

### 2016: Debiut zPentagon,Five Senses
Pentagon zadebiutowali oficjalnie 10 października 2016 roku w dziesięcioosobowym składzie, w tym z wyeliminowanymi uczestnikami z programu Pentagon Maker, E'Dawn, Shinwon i Yan An.
Tego samego dnia Pentagon wypuścili swój debiutancki koreański minialbum Pentagon składający się z siedmiu utworów, w tym głównego utworu „Gorilla”, występując na pierwszym showcase'ie. Minialbum uplasował się na 7. miejscu listy Gaon Album Chart. Grupa zorganizowała także swój pierwszy solowy koncert Pentagon Mini Concert Tentastic Vol. 1 6 grudnia w Yes24 Live Hall w Gwangjin-gu, w Seulu. Bilety na koncert zostały wyprzedane w ciągu ośmiu minut od uruchomienia sprzedaży.
7 grudnia grupa wydała swój drugi minialbum, Five Senses, wraz z głównym singlem „Can You Feel It” (kor. 감이 오지).

### 2017: Debiut w Japonii,Ceremony,Demo_01iDemo_02
22 stycznia 2017 roku ukazał się specjalny teledysk do utworu „Pretty Pretty” z drugiego koreańskiego minialubu Five Senses, w którym wystąpiła Kim Chung-ha z I.O.I.
29 marca Pentagon wydali pierwszy japoński minialbum Gorilla, który zadebiutował na 5. pozycji na listy Oricon Album Chart. Album składał się z sześciu utworów, w tym z japońskich wersji wcześniej wydanych utworów „Gorilla”, „Can You Feel It”, „Pretty Pretty” i „You Are”, a także dwóch nowych utworów. 18 maja grupa wydała koreański singel „Beautiful”, balladę wyprodukowaną przez kolegę z wytwórni – Jung Il-hoona. Od 10 do 12 czerwca odbyły się koncerty Tentastic Vol. 2 'Trust' w Shinhan Card Fan Live Hall. Koncerty zostały podzielony na „P day”, „T day” oraz „G day”, podczas których zespół zaprezentował różne koncepcje i programy.
Trzeci koreański minialbum, zatytułowany Ceremony, został wydany 12 czerwca. Zawierał 7 utworów, w tym główny „Critical Beauty” (kor. 예뻐죽겠네). Minialbum został pierwszym odnotowanym na liście Billboard US World, na miejscu 14. Yan An nie był w stanie uczestniczyć w promocji albumu z powodu kontuzji ręki. 24 lipca ukazał się teledysk dedykowany fanom grupy – „Precious Promise”.
6 września grupa wydała czwarty koreański minialbum, pt. Demo_01, z głównym singlem „Like This”. Trzeci koncert solowy Pentagon Mini Concert Tentastic Vol. 3 'Promise' Yes24 Live Hall w Seulu.
23 listopada grupa wydała piąty EP Demo_02, który zawierał główny utwór „Runaway”. Tego samego dnia odbył się czwarty solowy koncert Pentagon Mini Concert Tentastic Vol. 4, 'Dream' w Blue Square IMarket Hall w Seulu.

### 2018:Positive,Thumbs Up!i odejście E'Dawna
17 stycznia 2018 roku Pentagon wydali drugi japoński minialbum Violet, który uplasował się na 4. pozycji listy Oricon Album Chart. Ostatni solowy koncert Pentagon Mini Concert Tentastic Vol. 5 ~Miracle~, promujący kolejne koreańskie wydawnictwo, odbył się 1 kwietnia w Blue Square I-Market Hall w Seulu. Cyfrowa premiera szóstego minialbumu Positive odbyła się 2 kwietnia, a dzień później ukazał się album fizyczny. Głównym singlem jest piosenka „Shine” (kor. 빛나리). Singel, jako pierwszy, uplasował się w Top 10 listy Billboard World Digital Song Sales.
Trzeci japoński minialbum, pt. Shine, został wydany 29 sierpnia. Znalazł się na 4 pozycji listy Oricon Album Chart.
10 września zespół powrócił z siódmym koreańskim minialbumem, Thumbs Up!, który składał się z pięciu piosenek, w tym główną „Naughty Boy” (kor. 청개구리). W comebacku nie wzięli udziału E'Dawn oraz Yan An.
14 listopada Cube Entertainment oficjalnie potwierdziło odejście E'Dawna z zespołu i firmy.

### 2019:Genie:usi pierwsza światowa trasa
W lutym 2019 roku zespół zadebiutował w Japonii z singlem „COSMO”, skomponowanym przez Teru. W celu jego promocji odbędzie się także japońska trasa koncertowa The first Japan Zepp tour -Dear COSMO-.
24 lutego odbyło się drugie spotkanie dla fanów fanklubu ’UNIONE’ (Let's Play with Pentagon) w Olympic Hall.
27 marca zespół wydał ósmy koreański minialbum Genie:us z tytułową piosenką „Sha La La” (kor. 신토불이 (Sha La La)). Jeden z członków, Kino, nie był w stanie wziąć udział w promocji z powodu kontuzji, ale brał udział we wszystkich innych promocjach. 27 i 28 kwietnia odbyły się pierwsze solowe koncerty, pt. "PRISM". Bilety zostały wyprzedane w jeden dzień. 2 maja Cube Entertainment zapowiedziało pierwszą światową trasę Pentagon PRISM obejmującą 15 miast na całym świecie i 16 koncertów. W lipcu ogłoszono dodatkowe osiem miast do ich trasy, która objęła łącznie dwadzieścia trzy miasta na całym świecie.
17 lipca Pentagon wypuścili nowy minialbum Sum(me:r). W promocji nie wziął udziału Yan An ze względów zdrowotnych.
12 lutego 2020 grupa wydała pierwszy w karierze pełny album Universe: The Black Hall.

## Członkowie

### Obecni
| Pseudonim   | Pseudonim | Prawdziwe imię               | Data urodzenia            | Pozycja                                              |
| Latynizacja | Hangul    | Prawdziwe imię               | Data urodzenia            | Pozycja                                              |
| ----------- | --------- | ---------------------------- | ------------------------- | ---------------------------------------------------- |
| Jinho       | 진호      | Cho Jin-ho (kor. 조진호)     | 17 kwietnia 1992(dts)     | główny wokal                                         |
| Hui         | 후이      | Lee Hoe-taek (kor. 이회택    | 28 sierpnia 1993(dts)     | lider, główny wokal                                  |
| Hongseok    | 홍석      | Yang Hong-seok (kor. 영홍석) | 17 kwietnia 1994(dts)     | prowadzący wokal                                     |
| Shinwon     | 신원      | Go Shin-won (kor. 고신원)    | 11 grudnia 1995(dts)      | wokal wspierający, raper wspierający                 |
| Yeo One     | 여원      | Yeo Chang-gu (kor. 여창구)   | 27 marca 1996(dts)        | prowadzący wokal                                     |
| Yan An      | 옌안      | Yan An (kor. 옌안)           | 25 października 1996(dts) | wokal wspierający                                    |
| Yuto        | 유토      | Adachi Yuto (jap. 足立ウト)  | 23 stycznia 1998(dts)     | raper wspierający, prowadzący tancerz                |
| Kino        | 키노      | Kang Hyung-gu (kor. 강형구)  | 27 stycznia 1998(dts)     | wokal wspierający, raper wspierający, główny tancerz |
| Wooseok     | 우석      | Jung Woo-seok (kor. 정우석)  | 31 stycznia 1998(dts)     | prowadzący raper, maknae                             |

### Byli
| Pseudonim   | Pseudonim | Prawdziwe imię             | Data urodzenia      | Pozycja                      |
| Latynizacja | Hangul    | Prawdziwe imię             | Data urodzenia      | Pozycja                      |
| ----------- | --------- | -------------------------- | ------------------- | ---------------------------- |
| E'Dawn      | 이던      | Kim Hyo-jong (kor. 김효종) | 1 czerwca 1994(dts) | główny raper, główny tancerz |

## Dyskografia
| Albumy studyjne - Universe: The Black Hall (2020) Minialbumy - Pentagon (2016) - Five Senses (2016) - Ceremony (2017) - Demo_01 (2017) - Demo_02 (2017) - Positive (2018) - Thumbs Up! (2018) - Genie:us (2019) - Sum(me:r) (2019) - We:th (2020) - Love or Take (2021) - In:vite U (2022) | Albumy studyjne - Universe: The History (2020) Minialbumy - Gorilla (2017) - Violet (2018) - Shine (2018) - Do or Not (2021) |

## Filmografia

### Programy rozrywkowe
- Pentagon Maker (Mnet-M2, 2016)
- Pentagon's Textbook (Naver V App, 2016-2017)
- Pentagon's Private Life  (MBC (HeyoTV), 2016-2017)
- Pentagon's To Do List (Naver V App, 2017)
- Pentagon's TNL (Thursday Night Live) (Naver V App, 2017)
- Pentory (YouTube, 2017)

### Serial
- Cheongchunsidae 2 (JTBC, 2017)
- Joseon Beauty Pageant (KBS1, 2018)